# Claudy Chapeland
Claudy Chapeland (* 27. November 1943 in  Levallois-Perret; † 2. Juli 2021 in Bras) war ein ehemaliger französischer Kinderschauspieler, der zwischen dem 6. und 12. Lebensjahr aktiv war.

## Filmografie (Auswahl)
- 1950: Drei Telegramme (Nulla è dovuto al fattorino)
- 1953: Don Camillos Rückkehr (Le Retour de don Camillo)
- 1954: Versailles – Könige und Frauen (Si Versailles m'était conté)
- 1954: Tourments
- 1955: Mademoiselle de Paris
- 1955: Impasse des vertus
- 1956: Si Paris nous était conté
- 1956: Les insoumises
- 1956: Ein Schatten auf dem Dach (L'ombra sul tetto)